# 한국영화촬영감독협회
한국영화촬영감독협회(K.S.S)는 국제적 촬영기술 교류증진 및 전문인력 양성을 목적으로 2003년 10월 10일 설립된 대한민국 문화체육관광부 소관의 사단법인이다. 사무실은 서울특별시 중구 충무로에 있다.

## 주요 사업
- 영화촬영감독 회원의 권익옹호 및 회원 상호간의 친목도모
- 국제적 기술교류 증진 및 영화촬영에 관한 기술전문인력 양성